# Segunda República de Guinea
La Segunda República de Guinea es un periodo de la historia de este país africano que comprende la etapa posterior al golpe de Estado del 3 de abril de 1984.
El 26 de marzo de 1984 falleció el presidente fundador de la República de Guinea, Sékou Touré. Louis Lansana Beavogui, hasta ese momento primer ministro, fue nombrado para sucederle.

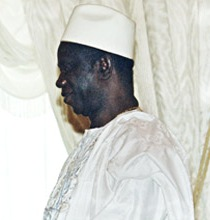
Conté fue presidente de Guinea durante 24 años de la Segunda República.

El 3 de abril de 1984 el ejército da un golpe de Estado y se hace cargo de la situación política en Guinea. Es lo que se considera como advenimiento de la segunda república. Lansana Conté es nombrado presidente. El 23 de mayo se cambia el nombre del país: la República Popular Revolucionaria de Guinea pasa a ser República de Guinea.
Durante la segunda mitad de los ochenta se van adoptando medidas de reforma económica y política. El 25 de marzo de 1985 se liberaliza la economía. El 5 de enero de 1986 se abandona el syli y el franco guineano vuelve a ser la moneda nacional. Este proceso de reformas culmina cuando el 23 de diciembre de 1990 se aprueba una constitución multipartidista. En 1991 se crea el Consejo Nacional de la Comunicación y el Consejo Superior de la Magistratura, y el 19 de diciembre de 1993 tienen lugar las primeras elecciones presidenciales pluralistas, seguidas por las legislativas y municipales de junio de 1995.
Aunque se han producido interrupciones en el proceso legislativo y sucesorio, como el golpe de Estado de 23 de diciembre de 2008 o la interrupción de las instituciones en 2009-2010 por el intento de asesinato del presidente Moussa Dadis Camara, se consideraba que la segunda república seguía en vigor y se celebraba el aniversario de su advenimiento.
La naturaleza democrática de sus instituciones fue cuestionada. Hubo reelecciones con más del 95% de votos al candidato vencedor, que durante 24 años siempre fue Lansana Conté, quien además modificó del número de mandatos presidenciales.
El inicio de la Tercera República de Guinea se inicia el 7 de noviembre de 2010, con el mandato del presidente Alpha Condé, elegido democráticamente con el 52'5% de los votos.